# Крвави Илија
Крвави Илија, познат и као Крвави Илиндан и Масакр у Смиљану, јесте злочин почињен од стране хрватских усташких власти у Смиљану и околини. Може се односити и на злочине широм читаве НДХ, који се извршавају 1941. године 2. августа на Илиндан.

## Историја
Теслино родно место Смиљан налазило се у склопу комплекса логора смрти Јадовно, где су (према Ђури Затезалу) од 11. априла 1941. до 21. августа 1941. године усташе зверски убиле 40.123 људи, од новорођене деце до стараца, и међу којима је страдало је 38.010 Срба и 1.998 Јевреја.
Илинданском масакру претходила су спорадична убиства. Међу првим усташким жртвама у госпићком крају били су православни свештеници и чланови њихових породица. Међу њима је био и смиљански парох Матија Стијачић. Усташе су га ухапсиле 12. априла 1941. године и одвеле у Казнени завод у Госпићу. Са њим је био затворен и Димитрије Јерковић, свештеник из оближње Широке Куле, који је претходно служио у Парохији у Смиљану. Обојицу свештеника виђали су испребијане у затвору, а затим су одведени на Велебит где су побијени. Матијиног сина Славка, ђака седмог разреда гимназије, ухапсиле су и убиле госпићке усташе док је тражио оца. Жртва усташког злочина био је и госпићки протојереј Гено Илић, рођен 1863. у Смиљану у свештеничкој породици, он је био пријатељ оца Николе Тесле, Милутина Тесле.
На Илиндан, 02.08.1941. године хрватске власти из Госпића доносе одлуку о спровођењу "србокоља" на подручју Средње Лике. Овај србокољ је остао упамћен у српском народу под именом "Крвави Илија". Усташе су поклале и живе спалиле све Србе, а потом су их бациле у јаму. Убиство је извршавано на најмонструозније начине, људе су живе или полуживе спаљивали у својим кућама, клали и убијали на кућним праговима и вешали. У масакру је заклано и спаљено 27 неименованих новорођенчади, 127 деце узраста од једне до 15 година, 340 особа од 16 до 80 година и 12 особа старијих од 80 година. Још 30 Срба је обешено 5. марта 1945. године у Смиљану о стубове, дрвеће и путоказе. Постоји сведочанство Анте Антуновића од 6. јуна 1952. године у Окружном суду у Госпићу, који је описао тешки „ритам злочина” над Србима у Смиљану, када су 2. августа 1941. године, усташе су побиле све Србе који су били у Смиљану и околини — укупно 506 становника. Наредних дана у Смиљану су убили још 13 српских цивила.
Насеља која су се звала именом Смиљан и представљала смиљанску општину чинили су: Смиљан, Бужим, Растока, Смиљанско Поље, Дебело Брдо, Трновац, Брушане и Развалуша. Према државном попису из 1931. године, општина је имала 4 782 становника. Већину становништва чинили су Хрвати, а међу њима је живео само 621 православни Србин. Од тога броја у усташким покољима убијено је 559 Срба а само их је 62 преживело рат. Стратишта на којима су побијени смиљански Срби нису била обележена. Тек на Илиндан, 2. августа 1977. године,  хрватске власти су дозволиле да се кости српских жртава сакупе на једном месту и сахране у скромне спомен-костурнице на православном гробљу иза парохијске цркве, где се уједно налази и споменик свим Смиљанчанима, жртвама усташког терора. На мермерној плочи налазио се натпис, исписан ћирилицом: „Споменик су подигли рођаци из земље и иностранства, 1950. године“. Сваке године на Илиндан, у знак сећања на прва страдања у Смиљану која су започела тог дана 1941.године, а трајала  све до краја рата, преживела родбина и пријатељи су се окупљали око споменика и полагали цвеће. Обележје jе порушено 1991. године. Деведесетих година 20. века страдало је 20 Срба, међу којима и осморо оних који су преживели усташке ликвидације у Другом светском рату.
После рата детаљно је пописано који су људи убијени, тако да се злочин не може порећи, наводи Софија Пејновић из Архива Срба у Хрватској.

### Страдале породице
До те кобне 1941. године, у тадашњој смиљанској општини и околним насељима живеле су старе српске породице: Басарићи, Богићи, Гајићи, Делићи, Лемајићи, Милашиновићи, Пејновићи, Продановићи, Стијачићи, Катићи, Поткоњаци, Почуче, Рајчевићи, Старчевићи, Вранеши, Јаворине, Витаси, Вујиновићи, Милеуснићи, Пезељи, Плећаши, Чубрило, Димићи, Јерковићи и Паићи. Од 49 чланова породице Вранеш, од усташке руке тада је страдало 44, од тога двадесеторо деце и девет жена. Од 129 Лемајића 1941. године убијено их је 116, а после је страдало још четрнаест чланова ове породице. Почетком рата породица Пејновића бројала је 121 члана, већ у првим погромима прве ратне године убијено их је 113, од тога је 94 страдало од ножа, а 9 чланова породице је живо спаљено.

## Крвави Илиндан широм НДХ
Дана 2. августа 1941. широм НДХ десила се серија злочина:
- Дујић гај крај Раковице, Слуњ, 2. августа 1941. усташе убиле 380 Срба, мушкараца, жена и њихове деце.
- Чекретске баре, Широка Кула, усташе су српске цивиле који су дошли на њихов захтев на покрст из Кукин Дола, поклале и то породице: Ђуре Рачића, Мане Рачића Манише, Мане Ракића и неколико других.
- Тјешњак, на путу од Млиноге према Петрињи. усташе су поклале 30 Срба из Млиноге и села Клинца.
- Њиве у селу Гњатовићи, Ловинац, Грачац, постале су гробље побијених Срба. Усташе су 29. јула и 2. августа 1941. године од укупно 150 становника поклале 125.
- Српско православно гробље код Удбине. Усташе заклале12 Срба.
- Будимлић Јапра код Санског Моста. Усташе су у периоду 02-04. август 1941. године одвели 27 људи из Будимлић Јапре и побили их и побили их; неке у Дрварском, а неке у Аџеновића потоку и Наиловој барици.
- Острвица, поред Госпића. Усташе из Барлета упали су у Острвицу и поклали 6 жена и деце из породице Шашић, од којих је једно дете било тек рођено. У Острвици је убијено је и 13 мештана и то: 7 у селу, 1 ухваћен и убијен у Госпићу, 1 у Вребачким Стазама, 2 у Широкој Кули, а 2 мештана су усташе ухватиле, одвеле у Рибник и бацили у јаму Дупчан.
- Босански Нови. Усташе из Босанског Новог и новопристигле усташе из Загреба су доводили из усташког затвора у Босанском Новом затворене Србе, њих 30, на мост реке Уне, убијали их и везане бацали преко ограде моста у Уну. Осим мушкараца вршен је и покољ жена и деце чије лешеве одвозе и бацају у реку Сану. Истог дана усташе хватају 24 Срба мештана села Матијевићи, котар Двор на Уни и одводе их према Босанском Новом у правцу моста на Уни где их убијају и бацају у ријеку.
- Сански Мост и околина. Котарски предстојник за Сански Мост, правник Ивица Симеон 16. авуста 1941. године извештава: „У ноћи између 02. и 03. коловоза усташе су поубијале таоце које сам ја дао затворити приликом почетка побуне. Држи се да је поубијано око 800 таоца. Укупни број убијених није познат, али се ипак држи да је страдало око 3.000 људи.”
- Шибуљина, Велебитско Подгорје. Усташе су отишле у Рујно на Велебиту и похватале готово све мештане, око 60 људи, жена и деце и затворили су их у цркву, где су их три дана малтретирали и батинали, а четврти дан превезли их на Паг, где су ухваћене поубијали.
- Село Волиња, између Двора и Костајнице. Усташе из општина Дивуша и Зрин су Србе из Доњих Куљана прогласили Циганима. Затим су са усташама из Босанске Костајнице  спровели хватање више од 280 људи, жена и деце.Ухапшене убијају, затим превозе сељачким колима и закопавају у заједничку јаму на левој обали реке Уне преко пута жељезничке станице Волиња. Са подручја котара Двор усташе су тог дана ликвидирале из села Доњих Куљана 91 човека, из села Волиња 26 људи и из села Киришнице 1 човека који је претходно превозио лешеве из касарне до обале Уне. Остали тога дана ликвидирани у Волињи, похватани су у селима Поткозарја –  Грдановца,Добрљина, Водичева и околине.
- Село Доње Водичево, код Новог Града. Само у Доњем Водичеву усташе су убиле 211 мушкараца, жена и деце. У засеоку Вуруне убијене су 84 особе, међу којима је било 24 деце која су поклана у подруму Миле и Цвије Вуруне.
- Бајић јаме код Костајнице. Католички свештеник из села Кукурузара, усташки потпуковник, Антун Лизатовић, помогао је усташама да ухвате више од 40 људи под изговором да ће само бити таоци за сигурност Немаца. Сви ухваћени одведени су на Бајића јаме и тамо ликвидирани.
- Приједор. Усташе под заповедништвом Томислава Диздара и жупника Јосипа Кауриновића извршили су страховит покољ у Приједору и његовој околини. Улице су биле крваве, лешеви разбацани свуда; прикупљени су у 30 запрежних кола и превожени до дубоких јама код православног гробља. Тога дана само у Приједору убијене су 724 одрасле особе и 34 деце.
- Благајско поље код Купреса. Коњичке усташе су похватале 48 српских косаца на Благајском пољу код Купреса и живе их побацале у јаму на Раичевој коси. Том приликом је страдала и мајка тројице косаца Сима Зубић која је дониела ручак својој деци. Прије убиства старицу су пред синовима силовали.
- Село Катиновац поред Топуског, котар Вргинмост. Усташе су убили 28 жена, мушкараца и деце из српског села Катиновац поред Топуског. Истог дана у Старом Селу на локацији Дугачка Лука усташе су поубијале другу групу похватаних Срба из села Катиновац.
- Црни Поток поред Топуског, котар Вргинмост. Усташе су приликом повлачења повели са собом и убили 15 Срба: мушкараца, жена и деце.
- Јама Света Ана, Горњи Косињ, котар Перушић. Усташе су похватале 22 Срба из села Млаква. Њих 7 побили су у самом селу и околини, а 15 осталих су одвели до јаме Света Ана која се налази у непосредној близини католичке цркве у Горњем Косињу. Над њом су их масакрирали и бацили у јаму.
- Студенци, Дубока и Јањачка Коса, котар Перушић. Усташе су опколиле куће Борчића, код Дубоког испод Кузмановаче и поубијали све које су затекли, око 65 жена, деце и мушкараца. У Јањачкој Коси то јутро поубијали су Узелце и Томашевиће – њих око 50, затим Стивуке и Глумичиће, те Пејновиће на Брду Крижанову – укупно 46 Срба. Неколико дана касније ликвидирали су и Штакиће на Јањчу. Затезало наводи да су на Српском православном гробљу у Дубоком, источно од села Дубоко, усташе масакрирале 87 српских сељака, од којих 43 детета. Из села Пејновићи, Старо и Ново Јањче усташе су ухватиле 40 Срба, махом стараца, жена и деце и све их колцима поубијали у једној јарузи.
- Село Житомислић. Усташе су упали у село Житомислић и похватале Србе мештане које су затекли на њивама. Похватане Србе су потом отерали за Мостар где су их придружили похватаним мештанима Житомислића који су радили у Мостару. Нико од те групе није преживио рат нити се зна поуздано где су страдали, њих укупно 42.
- Љубиње. Процењује се да је ухапшено око 200 људи оба пола и свих узраста. Око 110 становника овог места потом су спроведени у Чапљину одакле су возом депортовани у логор Јасеновац. Преме постојећим подацима, нико од њих није преживио рат.
- Село Подлуг, код Санског Моста. Усташе су на Илиндан у селу Подлуг убиле 100 људи.
- Село Стари Мајдан, код Санског Моста. Усташе су на Илиндан у селу Стари Мајдан убиле око 400 људи.
- Села Осредак и Врело, поред Цазина. У Осредцима је убијено или погинуло у покушају пружања отпора усташама, 34 становника, а у Врелима 11.
- Босански Нови. Усташе су на Илиндан побиле 250 Срба из Новог и околине које су држале заточене на фудбалском игралишту у Босанском Новом.
- Села Перна и Подгомиле, срез Босанска Крупа. Усташе су на Илиндан у селима Перна и Подгомиле убиле преко 100 мештана. У кући Гојка Рокућа у селу Подгомиле затворили су око педесет жена и деце и онда кућу запалили, тако да су сви изгорели. Спасила се једино Јованка Рокуч. У кући Паје Рокуча изгорио је он, његова жена и њихових седморо деце. У кући Ђуре Рокуча у Подгомилама изгорела је његова жена и њихових шесторо деце, а он је пре тога одведен и убијен у Босанској Крупи. У кући Милоша Кљајића у Подгомилама изгорело је 15 чланова његове породице, а сам Милош убијен је прије тога пред кућом и то након што је усташе нахранио и напојио у својој кући. У кући Михајла Кљајића у Подгомилама изгорео је он и сва његова породица од 13 чланова. У кући Бошка Кљајића у Подгомилама изгорео је Бошко и његова сва породица, која се састојала од 15 чланова.
- Село Кљевци, срез Сански Мост. Усташе су на Илиндан упали у село Кљевци и похватали скоро цело српско становништво, око 1700 људи, жена и деце. Похватани народ одведен је на жељезничку станицу у Врхпоље где се већ налазила група од неколико хиљада Срба из других села санског и кључког среза. Одједном је почела пуцњава на масу људи скупљену на пољани и по непотпуним подацима у овом дивљању само из Кљеваца убијен је 361 становник. Остатак преживјелих транспортован је за Сански Мост и спроведен у затвор где се мучење наставило.
- Село Склоп, срез Кључ. На православни празник Илиндан, у Склопу поред Сане усташе су убиле 50 Срба.
- Шушњар код Санског Моста. На Илиндан усташе и локални муслимани су на Шушњару код Санског Моста убиле око 5.500 Срба и 50 Јевреја.
- Врхпоље, срез Кључ. На жељезничком мосту у Врхпољу, побијено је 50 Срба из села Пиштаница.